# 喜多村英梨のワンダリーRADIO SHOW
喜多村英梨のワンダリーRADIO SHOW（きたむらえりのワンダリー・ラジオ・ショー、喜多村英梨のWonderful Girlie Radio Show(きたむらえりのワンダフル・ガーリー・ラジオ・ショー)）は、 HiBiKi Radio Stationで2010年3月から10月まで放送されていたインターネットラジオ番組。2010年6月9日からアニメイトTVでも配信されていた。
番組企画CDが3ヶ月連続で発売され、イベントも開催されるなど、精力的な展開が見られたが、突然の最終回を迎え、最終回ではスパイシーが1人で進行した。

## 概要

### パーソナリティ
- 喜多村英梨
- スパイシー

コーナーアシスタント
- 杉山茜[2]

### 配信
- 配信期間：2010年3月31日〜10月27日
- 配信サイト：HiBiKi Radio Station、アニメイトTV
- 配信日：毎週水曜日
- 配信期間：配信スタート日より1週間

### 番組企画CD
- Wonderful Party Project（2010年9月29日）
番組テーマソングを歌唱するユニットVillage Stones(喜多村、スパイシー)が結成された[4]。ユニット名は喜多村の「村」とスパイシーの「石」が由来となっている[1]。
- 喜多村英梨のWonderful Girlie Radio Show ラジオCD Vol.1（2010年8月25日）
- 喜多村英梨のWonderful Girlie Radio Show ラジオCD Vol.2（2010年10月20日）

### イベント
- 2010年10月3日、ラムズイベントホール[5]